# Frederick Marquis (1er comte de Woolton)
Frederick James Marquis, 1er comte de Woolton, (23 août 1883 - 14 décembre 1964) est un homme d'affaires et homme politique anglais.
En avril 1940, il est nommé ministre de l'Alimentation et met en place le système de rationnement, généralement considéré comme un succès. Avec une pénurie de viande, de poisson et de produits laitiers, son plat recommandé est la Tourte Woolton.
En 1943, il est nommé ministre de la Reconstruction, planifiant la Grande-Bretagne d'après-guerre, et devient président du Parti conservateur de 1946 à 1955. On lui a attribué la victoire des conservateurs en 1951.

## Début de carrière
Lord Woolton est né au 163 West Park Street à Ordsall, Salford, Lancashire, en 1883 de Thomas Robert Marquis (décédé en 1944) et de son épouse, Margaret Ormerod. Formé à la Manchester Grammar School et à l'Université de Manchester, Woolton est un membre actif de l'église unitarienne. Il est actif dans le travail social à Liverpool de 1906 à 1918.
Il est directeur du grand magasin Lewis à Liverpool (1928-1951), puis directeur général. Il est fait chevalier en 1935 et obtient une pairie en 1939 pour sa contribution à l'industrie britannique. Malgré ses souhaits, il est informé qu'il n'était pas possible d'être baron Marquis (car marquis est un autre titre de la pairie du Royaume-Uni) et il a donc pris le titre de baron Woolton d'après la banlieue de Liverpool de ce nom où il avait vécu. Il siège à un certain nombre de comités gouvernementaux (dont le comité Cadman). Il a refusé de s'affilier à aucun parti politique.

## Seconde Guerre mondiale

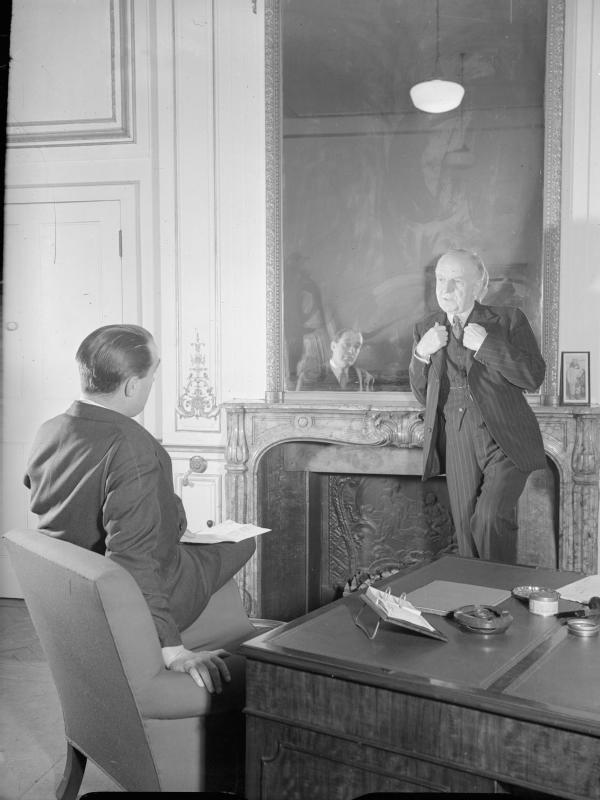
Lord Woolton (à droite) interviewé à Londres en 1944

En avril 1940, il est nommé ministre de l'Alimentation par Neville Chamberlain, l'une des nombreuses nominations ministérielles extérieures à la politique. Woolton conserve ce poste jusqu'en 1943. Il supervise 50 000 employés et plus d'un millier de bureaux locaux où les gens pouvaient obtenir des cartes de rationnement. Son ministère a un quasi-monopole sur tous les aliments vendus en Grande-Bretagne, qu'ils soient importés ou locaux. Sa mission est de garantir une alimentation adéquate à tous. Les disponibilités alimentaires ayant fortement diminué en raison de l'action de l'ennemi et des besoins des services, le rationnement est essentiel. Woolton et ses conseillers ont un plan en tête, mais les économistes les ont convaincus d'essayer plutôt le rationnement par points. Chacun aurait un certain nombre de points par mois qu'il pourrait allouer comme il l'entendait. L'approche expérimentale du rationnement des aliments est jugée réussie; en effet, le rationnement alimentaire est une réussite majeure dans la guerre de Grande-Bretagne .
Fin juin 1940, alors qu'une invasion allemande menace, Woolton assure au public que des stocks alimentaires d'urgence sont en place et dureraient "pendant des semaines et des semaines" même si le transport maritime ne pouvait pas passer. Il dit que les "rations de fer" sont stockées pour être utilisées uniquement en cas d'urgence. D'autres rations sont stockées à la périphérie des villes exposées aux bombardements allemands . Lorsque le Blitz commence à la fin de l'été 1940, il est prêt avec plus de 200 postes d'alimentation à Londres et dans d'autres villes attaquées .
Woolton est confronté à la tâche de superviser le rationnement en raison de la pénurie de temps de guerre. Il estime qu'il ne suffisait pas d'imposer simplement des restrictions mais qu'un programme de publicité pour le soutenir est également nécessaire. Il avertit que la viande et le fromage, ainsi que le bacon et les œufs, deviennent très rares et le resteraient. Appelant à un régime plus simple, il note qu'il y a beaucoup de pain, de pommes de terre, d'huiles végétales, de graisses et de lait .
En janvier 1941, l'approvisionnement alimentaire habituel provenant de l'étranger a diminué de moitié. Cependant, en 1942, des approvisionnements alimentaires abondants arrivent par le biais de Lend Lease des États-Unis et d'un programme canadien similaire. Lend Lease est un cadeau et il n'y a aucuns frais. La plupart des aliments sont alors rationnés. Inquiet pour les enfants, il fait en sorte qu'en 1942, la Grande-Bretagne fournisse à 650 000 enfants des repas gratuits dans les écoles; environ 3 500 000 enfants ont reçu du lait à l'école, en plus des fournitures prioritaires à domicile.
Woolton maintient les prix alimentaires à la baisse en subventionnant les œufs et autres articles. Il promeut des recettes qui fonctionnaient bien avec le système de rationnement, notamment la " Tourte Woolton ", qui se compose de carottes, panais, pommes de terre et navets à la farine d'avoine, avec une pâte ou une croûte de pommes de terre et servi avec de la sauce brune. Les compétences commerciales de Woolton font du travail difficile du ministère de l'Alimentation un succès et il gagne une forte popularité personnelle malgré les pénuries .
Il rejoint le Conseil privé en 1940 et devient compagnon d'honneur en 1942. En 1943, Woolton entrea dans le Cabinet de guerre en tant que ministre de la Reconstruction, prenant en charge la tâche difficile de planifier la Grande-Bretagne d'après-guerre . En mai 1945, il est dans le gouvernement «intérimaire» de Churchill en tant que lord président du Conseil.
En novembre 1945, il prononce son discours inaugural en tant que président de la Royal Statistical Society .

## Responsable du Parti conservateur
En juillet 1945, Churchill perd les élections générales de 1945 et son gouvernement tombe. Le lendemain, Woolton rejoint le Parti conservateur et est rapidement nommé président du Parti, avec pour mission d'améliorer l'organisation du parti dans le pays et de la revitaliser pour les futures élections. Sous Woolton, de nombreuses réformes radicales sont effectuées et lorsque les conservateurs sont revenus au gouvernement en 1951, Woolton siège au Cabinet pendant les quatre années suivantes.
Il reconstruit les organisations locales en mettant l'accent sur l'adhésion, l'argent et un appel de propagande nationale unifié sur les questions critiques. Pour élargir la base de candidats potentiels, le parti national fournit une aide financière aux candidats et aide les organisations locales à collecter des fonds locaux. Woolton propose également de changer le nom du parti en Union Party, mais sans succès et il met alors plutôt l'accent sur une rhétorique qui qualifie les opposants de "socialistes" plutôt que de "travaillistes". On lui accorde un crédit important pour la victoire des conservateurs en 1951, leur première depuis 1935 .
En mai 1950, Woolton, avec l'approbation de Churchill, appelle à une sorte de coalition avec le Parti libéral sur la base de neuf principes.
La direction libérale rejette la coalition, car elle serait contrôlée par les conservateurs. Le parti travailliste remporte de justesse les élections générales de 1950. Les conservateurs sans aide libérale remportent les élections générales de 1951.
En 1953, il est devenu vicomte Woolton. En 1956, il devient comte de Woolton avec le titre subsidiaire Viscount Walberton.
Il est décédé le 14 décembre 1964 à son domicile, Walberton House, à Arundel, Sussex. Ses titres sont passés à son fils, Roger. Il est enterré à l' église St Mary, Walberton, Sussex .